# Maciej Mroczkowski (entomolog)
Benedykt Maciej Mroczkowski, (ur. 21 marca 1927 w Lublinie, zm. 6 października 2007 w Podkowie Leśnej) – polski entomolog, członek Polskiego Towarzystwa Entomologicznego, inicjator monograficznej syntezy faunistycznej polskich chrząszczy, redaktor wielu wydawnictw entomologicznych.

## Życiorys
Ojciec Antoni Mroczkowski był oblatywaczem (pilotem doświadczalnym) w wytwórni samolotów, jednym z pierwszych polskich pilotów. Brał udział w I i II wojnie światowej, a w wojnie polsko-bolszewickiej dowodził eskadrą myśliwską - jedyną, która uczestniczyła walkach powietrznych. Za dwa zestrzelenia samolotów wroga, otrzymał we wrześniu 1920 roku order Virtuti Militari.
Maciej Mroczkowski, choć urodził się w Lublinie, uważał się za podkowianina, ponieważ gdy miał rok, rodzice przeprowadzili się do Podkowy Leśnej. Tam spędził młodość i lata okupacji niemieckiej. Tam też, z przerwą w latach 1948-1976, mieszkał aż do śmierci. Gdy ukończył 16 lat, w marcu 1943 roku wstąpił do Armii Krajowej, gdzie był szeregowcem - łącznikiem II plutonu kompanii „Brzezinka" obwodu „Bażant".
W 1947 roku rozpoczął studia biologiczne na Uniwersytecie Warszawskim, uzyskując w 1951 roku tytuł magistra. Doktorat ukończył w 1961 roku, a habilitację w 1968. W 1987 roku (19 lat po habilitacji) nadano mu w Belwederze tytuł profesora. Centralna Komisja Kwalifikacyjna odrzucała wcześniejsze wnioski Rady Naukowej Instytutu Zoologicznego PAN, głównie z powodu negatywnej opinii POP PZPR.
W 1948 r. rozpoczął pracę naukową na stanowisku asystenta w Państwowym Muzeum Zoologicznym (dziś to placówka PAN) w Warszawie przy ulicy Wilczej 64, gdzie pracował do końca życia. Starszym asystentem został w 1952 r., adiunktem w 1955 r., docentem w 1973 r., profesorem nadzwyczajnym w 1988 r. i w 1992 roku profesorem zwyczajnym.
Był uczniem prof. Tadeusza Jaczewskiego - jednego z najwybitniejszych polskich zoologów, inicjatora tak cennych wydawnictw seryjnych jak „Fauna Słodkowodna Polski”, „Fauna Polski", „Katalog Fauny Polski” czy „Klucze do oznaczania owadów Polski”.
W latach 1952–1974 był sekretarzem naukowym, a w latach 1974-1977 przewodniczącym Kolegium Redakcyjnego „Kluczy”. W tym czasie ukazało się drukiem pierwszych 100 tomików, starannie redagowanych. Głównie za tę działalność otrzymał w 1974 roku złotą odznakę honorową Polskiego Towarzystwa Entomologicznego. W Towarzystwie pełnił też przez kilka kadencji funkcję wiceprezesa. W sierpniu 1966 roku pożegnał w imieniu Towarzystwa, na cmentarzu w Lublinie, zmarłego wtedy prezesa, prof. Konstantego Strawińskiego.
Dwukrotnie żonaty: z Anną Mikłaszewską od 1948 roku do jej tragicznej śmierci w katastrofie kolejowej w 1986 roku (mieli dwoje dzieci, siedmioro wnucząt i prawnuczka) i od 1989 roku z Marią Niewitecką.

## Badania naukowe
Jego działalność naukowa szła w dwóch kierunkach. Pierwszym były prace związane z systematyką i zoogeografią rodzin Dermestidae i Silphidae w zakresie całego świata. Z tego tematu ogłosił szereg prac, opisał około 50 nowych dla wiedzy taksonów, a katalog Dermestidae świata był pracą habilitacyjną, obronioną jednogłośnie na Uniwersytecie Warszawskim.
Drugim kierunkiem, któremu poświęcił większość swojego życia, była monograficzna synteza faunistyczna chrząszczy polskich. Prace nad katalogiem chrząszczy krajowych rozpoczął samotnie w 1954 r. Gdy w 1959 r. utworzona została w Instytucie Zoologicznym PAN seria „Katalog fauny Polski”, podjął się opracowania rzędu Coleoptera, wciągnął do współpracy dr. Bolesława Burakowskiego i Janinę Stefańską. Przedstawił harmonogram, przewidując 20 tomów wydawanych w półtorarocznych odstępach w latach 1965-1995.
Harmonogram ten został przyjęty z „przymrużeniem oka” i wzbudzał salwy śmiechu. Mimo intensywnej pracy zarówno własnej, jak i pracujących pod jego kierownictwem wymienionych wyżej współpracowników, dopiero w 1971 roku uznał, że kartoteka (licząca wtedy 250 tysięcy kart odsyłaczowych) jest na tyle kompletna, iż można przystąpić do sporządzania maszynopisów. I tak, w latach 1971-1997 powstało 21 tomów katalogu Coleoptera, a w roku 2000 - tom 22., uzupełniający. Ostatni, 23 tom katalogu chrząszczy polskich wydrukowany w 2007 roku liczył 660 stronic druku i zawierał wykaz nieco ponad 10 tys. pozycji piśmiennictwa cytowanego w tomach 2-22, dokładnie sprawdzonych z oryginałami pod względem wszelkich danych bibliograficznych. Zamknął on prace nad dziełem wykonywanym przez 54 lata.
Łącznie omówiono w tych 23 tomach 6811 gatunków, z których 6 tysięcy żyje w Polsce z całą pewnością. Stanowi to ok. 20% wszystkich krajowych zwierząt. Kartoteka liczy obecnie 350 tys. kart odsyłaczowych i przechowywana jest w Muzeum i Instytucie Zoologii PAN w Warszawie.
W 1981 r., gdy wydrukowany był 9. tom „Katalogu”, Mroczkowski otrzymał propozycję objęcia stanowiska profesora na Uniwersytecie Harvarda w Stanach Zjednoczonych, z przydziałem do Muzeum Przyrodniczego tej uczelni. Miał tam zorganizować pracę nad katalogiem chrząszczy USA na wzór katalogu chrząszczy Polski. Odmówił, bowiem katalog chrząszczy krajowych utknąłby na 9. tomie, a katalogu chrząszczy USA i tak nie ukończyłby do końca życia. Zakładał bowiem, że byłaby to praca na co najmniej 30 lat, czyli do 2015 r., kiedy on sam kończyłby 88 lat. Główną przyczyną odmowy były jednak względy patriotyczne, gdyż jego zdaniem "Każdy, kto czuje się Polakiem, powinien pracować w Polsce, by stawała się mądrzejsza, bogatsza i bardziej szanowana w świecie".
W latach 1975–1991 był członkiem Międzynarodowej Komisji Nomenklatury Zoologicznej (organ International Union of Biological Sciences, części UNESCO). Wybrany został do tej komisji na miejsce zmarłego w 1974 roku profesora dr hab. Tadeusza Jaczewskiego.
Jego nazwiskiem nazwano 24 gatunki i rodzaje nowo odkrytych dla nauki zwierząt z różnych grup systematycznych.

## Odznaczenia
Członek Honorowy Polskiego Towarzystwa Entomologicznego oraz Polskiego Towarzystwa Taksonomicznego, wyróżniony między innymi: 
- Złotym Krzyżem Zasługi,
- Krzyżem Armii Krajowej,
- Medalem Wojska
- medalem XXV-lecia PAN,
- odznaką „Akcja Burza”.

## Wykaz publikacji naukowych
Prace prof. Mroczkowskiego drukowały czołowe czasopisma zoologiczne i entomologiczne, min. z Wielkiej Brytanii, Belgii, Danii, Niemiec, Szwecji, Węgier, Włoch, Rosji, Arabii Saudyjskiej, Japonii, Korei Północnej.
Wykaz nie zawiera kilkuset publikacji niezoologicznych. Dotyczą one kynologii, różnych zagadnień kolekcjonerskich i filumenistyki (ogłaszane pod pseudonimem Feliks Kietowicz), opisów ekspedycji naukowych, wspomnień, Podkowy Leśnej i innych spraw nie związanych z przyrodą.
- MROCZKOWSKI M. 1950a: Uwagi o kolejnym pojawieniu się kilku gatunków rodzaju Nicrophorus FABR. i Neonicrophorus HATCH. (Co/., Silphidae). Pol. Pismo ent., 19 (1949): 196-199.
- MROCZKOWSKI M. 1950b: A new species of Anthrenus GEOFFR. from Poland (Coleoptera, Dermestidae). Ann. Mus. Zool. Pol., 14: 187-192.
- MROCZKOWSKI M. 1951: Anthrenus (Helocerus) polonicus sp. n. from Central and Eastern Europe with a description of a new subgenus of Anthrenus GEOFFR. Ann. Mus. Zool. Pol., 14: 253-260.
- MROCZKOWSKI M. 1952: Contribution to the knowledge of the Dermestidae with description of a new species and a new subspecies (Coleoptera). Ann. Mus. Zool. Pol., 15: 25-32.
- MROCZKOWSKI M. 1954a: Contribution to the knowledge of Dermestidae (Coleoptera). Anthrenus flavidus SOLSKIJ. Ann. Mus. Zool. Pol., 16: 1-8.
- MROCZKOWSKI M. 1954b: Skórniki - Dermestidae. Klucze oznacz. Owad. Pol., Warszawa, XIX, 52: 1-47.
- MROCZKOWSKI M. 1954c: Dermestidae okolic Warszawy (Coleoptera). Fragm. faun., 7: 187-197.
- MROCZKOWSKI M. 1954d; Chrząszcze - Coleoptera. [W:] Przewodnik dla posługujących się piśmiennictwem do oznaczania zwierząt krajowych. Warszawa: 110-115.
- MROCZKOWSKI M. 1955a: Omarlicowate - Silphidae. Klucze oznacz. Owad. Pol., Warszawa, XIX, 25: 1-29.
- MROCZKOWSKI M. 1955b: Zbiór chrząszczy Wojciecha MĄCZYŃSKIEGO. Dermestidae (Coleoptera). Pol. Pismo ent., 23 (1953): 97-101.
- MROCZKOWSKI M. 1956: Trogoderma angustum (SOL.) w Europie (Coleoptera, Dermestidae). Pol. Pismo ent., 24 (supl. 1): 29-31.
- MROCZKOWSKI M. 1957a: Carpathobyrrhulus tatricus sp. n. from the Tatry (Coleoptera, Byrrhidae). Ann. zool., 16: 215-221.
- MROCZKOWSKI M. 1957b: List of type specimens in the collection of the Institute of Zoology of the Polish Academy of Sciences in Warszawa I. Cicindelidae (Coleoptera). Ann. zool., 17: 1-9.
- MROCZKOWSKI M. 1957c: Wybrane zagadnienia nomenklatoryczne. l Stosowanie nawisów przy nazwisku autora nazwy gatunkowej. 2 Homonimy. Pol. Pismo ent., ser. B, l (4): 83-92.
- MROCZKOWSKI M. 1957d: Nieco wiadomości o nomenklaturze zoologicznej. Przegl. zool., 1: 48-52.
- MROCZKOWSKI M. 1958a: New names in the family Dermestidae (Coleoptera). Acta zool. cracov., 2: 557-561.
- MROCZKOWSKI M. 1958b: Notes on the genus Hemirhopalum SHARP, with a description of a new spocies from Brazil (Coleoptera, Dermestidae), Ann. zool., 17: 49-64.
- MROCZKOWSKI M. 1958c: Dermestidae (Coleoptera) collected in Bułgaria by members of the staff of the Zoological Institute of the Polish Academy of Sciences in the years 1950 and 1956. Fragm.. faun.,8: 1-9.
- MROCZKOWSKI M. 1958d: Otrupkowate - Byrrhidae, Nosodendridae. Klucze oznacz. Owad. Pol., Warszawa, XIX, 50-51: 1-30.
- MROCZKOWSKI M. 1958e: Nieco faktów o unieważnieniu pod względem nomenklatorycznym jednej z prac prof. dra Benedykta DYBOWSKIEGO. Przegl. zool., 1: 348-349.
- MROCZKOWSKI M. 1959a: O pierwszej w Polsce próbie monograficznego opracowania krajowych chrząszczy (Coleoptera). Memorab. zool., 2: 1-31.
- MROCZKOWSKI M. 1959b: List of type specimens in the collection of the Institute of Zoology of the Polish Academy of Sciences in Warszawa. II. Lycidae (Coleoptera). Ann. zool., 18: 11-63.
- MROCZKOWSKI M. 1959c: Nicrophorus (Nicrophorus) kieticus sp. n. from the Solomon Islands, (Coleoptera, Silphidae). Ann. zool., 18: 65-69.
- MROCZKOWSKI M. 1959d: Zweiter Beitrag zur Kenntnis der Dermestiden von Afghanistan. nebst Beschreibung einer ncuen Art (Coleoptera). Kungl. fysiogr. Sallsk. Lund Fórhandl., 29: 99-101.
- MROCZKOWSKI M. 1959e: Lyrosoma chujoi sp. n. from Japan (Coleoptera, Silphidae). Ent. Rev. Jap., 10: 49-50.
- MROCZKOWSKI M. 1959f: 225 haseł entomologicznych. [W:] Mała Encyklopedia Powszechna PWN. Państwowe Wydawnictwo Naukowe, Warszawa.
- MROCZKOWSKI M. 1960a: Na marginesie „Spisu Zoologów”. Przegl. zool., 4: 136-137.
- MROCZKOWSKI M. 1960b: List of type specimens in the collection of the Institute of Zoology of the Polish Academy of Sciences in Warszawa. III. Carabidae (Coleoptera). Ann. zool. 18: 365-409.
- MROCZKOWSKI M. 1960c: Dritter Beitrag żur Kenntnis der Dermestiden von Afghanistan (Coleoptera). Kungl. fysiogr. Sällsk. Lund Forhandl., 30: 51-55.
- MROCZKOWSKI M. I960d: [Kożeedy (Coleoptera, Dermestidae) Turkmenii]. Trudy Zoologičeskogo Instituta. Akademija Nauk SSSR, 27: 208-219.
- MROCZKOWSKI M. 1960e: Data on the distribution of Dermestidae (Coleoptera) with special reference to the Hungarian fauna. Ann. Hist.-Nat. Mus. Nation. Hung., Zoologica, 52: 247-253.
- MROCZKOWSKI M. 1961a: Trogoderma angustum SOL. in Deutschland (Col., Demiestidae). Mitt. Dtsch. Ent. Ges., 19: 95-96.
- MROCZKOWSKI M. 1961b: Two New Species of the Genus Anthrenus GEOFFR. from the Tadzhik S.S.R. (Coleoptera, Dermestidae). Bull. Acad. Pol. Sci., Cl. II, 1960 (12): 591-593.
- MROCZKOWSKI M. 1961c: Ergebnisse der Deutschen Afghanistan - Expedition 1956 der Landessammlungen fur Naturkunde Karlsruhe. Dermestidae (Coleoptera). Beitr. Naturkund. Forsch. Sudwestdeutschland, 19: 223-226.
- MROCZKOWSKI M. 1961d: Vierter Beitrag zur Kenntnis der Dermestidae von Afghanistan, nebst Beschreibung von zwei neuen Arten der Gattung Ctesias STEPH. (Coleoptera), Ent. Tidskr., 82: 191-196.
- MROCZKOWSKI M. 1962a: Dermestidae (Coleoptera) from the Kazakh SSR. Ann. zool., 20: 229-259.
- MROCZKOWSKI M. 1962b: Anthrenus minutus ER. and faunistic notes on the Sardinian Dermestidae (Coleoptera). Studi Sassarensi Sez. III, 9: 544-549.
- MROCZKOWSKI M. 1962-1969: 75 haseł dotyczących Coleoptera. [W:] Wielka Encyklopedia Powszechna PWN, Tomy 1-12. Państwowe Wydawnictwo Naukowe, Warszawa.
- MROCZKOWSKI M. 1963a: Uwagi o faunistycznej notatce dotyczącej Carabini ogłoszonej w Przeglądzie Zoologicznym, VI, 1: 68-69, 62. Przegl. zool., 7: 96-97.
- MROCZKOWSKI M. 1963b: Some remarks on the Dermestidae (Coleoptera) from the Zoological Museum in Hamburg. Ent. Mitt. Zool. Staatsinst. u. Zool. Mus. Hamburg, 2: 377-380.
- MROCZKOWSKI M. 1963c: Anthrenus sarnicus sp. n. (Coleoptera, Dermestidae) from the Island of Guernsey. Ann. Mag. Nat. Hist., Ser, 13, 5: 697-700.
- MROCZKOWSKI M. 1963d: Dermestes szekessyi KAL. - a species new to the Scandinavian fauna (Co/. Dermestidae). Opusc. ent., 28: 208-210.
- MROCZKOWSKI M. 1963e: Chrząszcze. [W;] Wielka Encyklopedia Powszechna PWN. Tom. 2. Państwowe Wydawnictwo Naukowe, Warszawa: 513-514, l fig., l pl.
- MROCZKOWSKI M. 1964a: Skórnikowate. [W:] Materiały Konferencji - „Stan badań na organizmami pożytecznymi z punktu widzenia potrzeb ochrony roślin w Polsce” (Skierniewice, 8-9.V1962). Zesz. probl. Postępów Nauk Roln., 45: 95-106.
- MROCZKOWSKI M. 1964b: Systematic and synonymic notes upon certain species of Dermestidae (Coleoptera), Ann. zool., 2: 179-187.
- MROCZKOWSKI M. 1965a: Ergebnisse der Zoologischen Forschungen von Dr. Z. KASZAB in der Mongolei. 11. Silphidae partim, Dermestidae (Coleoptera). Folia ent. hung. Ser. Nova, 17: 183-185.
- MROCZKOWSKI M. 1965b: 55. Silpha LIN. und Dermestidae II. Ergebnisse der zoologischen Forschungen von Dr. Z. KASZAB in der Mongolei (Coleoptera). Reichenbachia, 7: 103-105.
- MROCZKOWSKI M. 1965c: Ergebnisse der Albanien - Expedition 1961 des Deutschen Entomologischen Institutes. 36. Beitrag. Coleoptera: Dermestidae. Beitr. Ent., 15: 665-671.
- MROCZKOWSKI M. 1966a: Silphidae and Dermestidae (Coleoptera) collectcd in Mongolia by Polish Zoologists in the years 1959-1964. Fragm. faun., 12: 333-338.
- MROCZKOWSKI M. 1966b: Silphidae, Calopidae and Dermestidae (Col.) of the Noona Dan Expedition to the Philippine and Bismark Islands. Ent. Meddel., 34: 325-328.
- MROCZKOWSKI M. 1966c: Silpha LIN. und Dermestidae III. Expedition. Ergebenisse der zoologischen Forschungen von Dr. Z. KASZAB in der Mongolei (Coleoptera). Reichenbachia, 7: 267-269.
- MROCZKOWSKI M. 1966d: Contribution to the knowledge of Silphidae and Dermestidae of Korea (Coleoptera). Ann. zool., 23: 433-443.
- MROCZKOWSKI M. 1966d: [Powyższa praca w tłumaczeniu na język koreański]. Sengmurhak. 5: 52-57.
- MROCZKOWSKI M. 1967: The Palearctic species of Megatoma HERBST. (Coleoptera, Dermestidae). Pol. Pismo ent., 37: 3-24.
- MROCZKOWSKI M. 1968: Distribution of the Dermestidae (Coleoptera) of the word with a catalogue of all know species. Ann. zool., 26: 15-191.
- MROCZKOWSKI M. 1969: Kilka słów o wystawie dynozaurów i polskich badaniach zoologicznych w Mongolskiej Republice Ludowej. Przegl. zool., 13: 262-267, 8 fot.
- MROCZKOWSKI M. 1970: Badania wschodniej Azji prowadzone przez Instytut Zoologiczny Polskiej Akademii Nauk. Kosmos, A, 19, 2 (103): 195-196.
- BURAKOWSKI B., MROCZKOWSKI M., STEFAŃSKA J. 1971: Piśmiennictwo. Chrząszcze Coleoptera. Kat. Fauny Pol., Warszawa, XXIII, 1: 1-183.
- JACZEWSKI T., MROCZKOWSKI M. 1971: Osiągnięcia polskiej entomologii systematycznej. Pol. Pismo ent., 41: 723-732.
- MROCZKOWSKI M. 1971a: Krótki rys historii Polskiego Towarzystwa Entomologicznego. Pol. Pismo ent., 41: 713-722.
- MROCZKOWSKI M. 1971b: Silphidae, Byrrhidae i Dermestidae (Coleoptera) Bieszczadów. Fragm. faun., 17: 213-220.
- MROCZKOWSKI M. 1972a: 10. Fam. Dermestidae. Le Faune Terrestre de l'ile de Sainte-Helene. Deuxieme partie. Ann. Mus. Royal de l‘Afrique Centrale, Serie in-8, Sci. Zool., 192: 136-139.
- MROCZKOWSKI M. 1972b: Field Investigations in the Democratic People's Republic of Korea by staff members of the Institut of Zoology of the Polish Academy of Sciences. Fragm. faun., 18: 13-344.
- BURAKOWSKI B., MROCZKOWSKI M., STEFAŃSKA J. 1973: Chrząszcze Coleoptera, Biegaczowate - Carabidae, cz. l. Kat. Fauny Pol., Warszawa, XXIII, 2: 1-233, l fot.
- MROCZKOWSKI M. 1973: Ergebnisse der zoologischen Forschungen von Dr. KASZAB in der Mongolei. 324. Dermestidae III (Coleoptera). Folia ent. hung., Ser. Nova, 26 (Suppl.): 251-254.
- BURAKOWSKI B., MROCZKOWSKI M., STEFAŃSKA J. 1974: Chrząszcze Coleoptera, Biegaczowate - Carabidae, cz. 2. Kat. Fauny Pol., Warszawa, XXIII, 3: 1-430, l fot.
- MROCZKOWSKI M. 1974a: Obituary: Professor Doctor Tadeusz JACZEWSKI. Bull. zool. Nomenclat., 31: 4.
- MROCZKOWSKI M. 1974b: Profesor doktor habilitowany Tadeusz JACZEWSKI (1.11.1899 - 25.11.1974). Życiorys i materiały biograficzne. Kosmos, A, 23: 319-329, l fot.
- MROCZKOWSKI M. 1974c: Profesor dr hab. Tadeusz JACZEWSKI (1899-1974) Obituary. Przegl. zool., 18: 449-463, l fot.
- MROCZKOWSKI M. 1974d: Wspomnienie o Profesorze dr habil. Tadeuszu JACZEWSKIM. Biul. inform. P. T Ent., 14: 10-13.
- MROCZKOWSKI M. 1974e: Auskunft uber das Tatigkeitsprogramm von faunistischen Dokumentation in Polen. Folia ent. hung., 27 (Suppl.): 439-441.
- MROCZKOWSKI M. 1975b: Dermestidae. Skórnikowate. (Insecta: Coleoptera). Fauna Polski, Warszawa, 4: 1-163.
- BURAKOWSKI B., MROCZKOWSKI M., STEFAŃSKA J. 1976: Chrząszcze Coleoptera, Adephaga prócz Carabidae, Myxophaga, Pofyphaga: Hydrophiloidea. Kat. Fauny Pol., Warszawa, XXIII, 4: 1-307.
- MROCZKOWSKI M. 1976a: Comment on the proposed suppression of Amphisbaena reliculata THUNBERG, 1787. Z.N. (S.) 1468. Bull. zool. Nomencl., 32: 199.
- MROCZKOWSKI M., RIEDEL A. 1976b: Comment on the proposed suppression of Cupraea piperita GRAY, 1825. Z.N. (S.).1510. Bull. zool. Nomencl., 32: 200.
- MROCZKOWSKI M. 1976c: Sphaeriidae in Insecta and Mollusca: comments on the Secretary's revised proposals. Z.N. (S.) 1892. Bull. zool. Nomencl., 32; 203.
- MROCZKOWSKI M. 1977a: Ewidencja fauny za pomocą nowoczesnych metod jako podstawa gospodarki naturalnymi zasobami środowiska. [W:] Entomologia a Ochrona Środowiska. P. T. Ent., Warszawa: 5-11.
- MROCZKOWSKI M. 1977b: BONELLI, F, A., „Tabula Synoptica, 1811”: proposed addition to the Official List. Z.N. (S.) 2135. Bull. zool. Nomencl., 34: 61-62.
- MROCZKOWSKI M. 1977c: Księga o robactwie. „Nowe Książki”, Warszawa, nr 8/652: 26-27.
- MROCZKOWSKI M. 1978a: Comment on the proposed use of the plenary powers to rule that BONELLI'S „Tabula Synoptica” (1811) is published. Z.N. (S.) 2135 by L. B. HOLTHUIS - reply by M. MROCZKOWSKI. Bull. zool. Nomencl., 34: 201-202.
- MROCZKOWSKI M. 1978b: Staphylinoidea nekrofagieczne Pienin (Coleoptera). Fragm. faun., 22: 235-245.
- MROCZKOWSKI M. 1978c: Polskie Towarzystwo Entomologiczne. [W:] Słownik polskich towarzystw naukowych, Tom I, Towarzystwa naukowe działające obecnie w Polsce. Ossolineum, Wrocław: 223-225.
- MROCZKOWSKI M. 1978d: Porady nomenklatoryczne. 1. Data opublikowania pracy w świetle przepisów Międzynarodowego Kodeksu Nomenklatury Zoologicznej. Przegl. zool., 22: 24-26.
- MROCZKOWSKI M. 1978e: Porady nomenklatoryczne. II. Publikacja. Przegl. zool., 22: 134-135.
- MROCZKOWSKI M. 1978f: Propozycje zmian w Międzynarodowym Kodeksie Nomenklatury Zoologicznej. Przegl. zool., 22: 136-137.
- MROCZKOWSKI M. 1978g: Porady nomenklatoryczne. III. Prawo pierwszeństwa. Przegl. zool., 22: 236-238.
- MROCZKOWSKI M. 1978h: Porady nomenklatoryczne. IV. Przydatność nazw. Przegl. zool., 22: 318-322.
- BURAKOWSKI B., MROCZKOWSKI M., STEFAŃSKA J. 1978: Chrząszcze Coleoptera, Histeroidea i Staphylinidoidea. Kat. Fauny Pol., Warszawa, XXIII, 5: 1-356.
- BURAKOWSKI B., MROCZKOWSKI M., STEFAŃSKA J. 1979: Chrząszcze Coleoptera, Kusakowate - Staphylinidae, cz. 1. Kat. Fauny Pol., Warszawa, XXIII, 6: 1-310.
- MROCZKOWSKI M. 1979a: Insects of Saudi Arabia. Coleoptera: Dermestidae. Part I, Faunistic Data. Fauna of Saudi Arabia, 1: 212-214.
- MROCZKOWSKI M. 1979b: Stan zbadania rozmieszczenia chrząszczy (Coleoptera) w Polsce. Biul. inform. P. T. Ent., 22: 25-28.
- MROCZKOWSKI M. 1979c: Opluskwianie entomologiczne. Biul. inform. P. T. Ent., 22: 86-87.
- MROCZKOWSKI M. 1979d: Stan zbadania rozmieszczenia chrząszczy w Polsce ze szczególnym uwzględnieniem Podlasia. Rocznik Międzyrzecki, Międzyrzec Podlaski, 9: 44-52, l map.
- MROCZKOWSKI M. 1979e: Dr Witold EICHLER 1874-1960. Rocznik Międzyrzecki, Międzyrzec Podlaski, 9: 136-139, l fot.
- MROCZKOWSKI M., NAST J., RIEDEL A. 1979: Comment on Stability in Zoological Nomenclature. Bull. zool. Nomencl., 35: 147.
- BURAKOWSKI B., MROCZKOWSKI M., STEFAŃSKA J. 1980: Chrząszcze Coleoptera, Kusakowate - Staphylinidae, cz. 2. Kat. Fauny Pol., Warszawa, XXIII, 7: 1-272.
- MROCZKOWSKI M. 1980a: Comment on proposals concerning the names of four specics of Carabidae (Insecta: Coleoptera) established by LINNAEUS. Bull. zool. Nomencl., 36: 197-198.
- MROCZKOWSKI M. 1980b: insects of Saudi Arabia. Coleoptera: Fam. Dermestidae. Part 2, Descriptions of three new species. Fauna of Saudi Arabia, 2: 124-126.
- BURAKOWSKI B., MROCZKOWSKL M., STEFAŃSKA J. 1981: Chrząszcze Coleoptera, Kusakowate - Staphylinidae, cz. 3.Aleocharinae. Kat. Fauny Pol., Warszawa, XXIII, 8: 1-330.
- MROCZKOWSKI M. 1981: Byrrhus semistriatus FABRICIUS, 1794 (Insecta, Coleoptera, Byrrhidae): proposed conservation. Bull. zool. Nomencl., 38: 292-293.
- PAWŁOWSKI J., MROCZKOWSKI M. 1981: Stan zbadania fauny Polski - Chrząszcze (Coleoptera). Przegl. zool., 25: 234-238, 1 fot.
- MROCZKOWSKI M. 1982: Buprestis nana PAYKULL, 1799, non GMELIN, 1790 (Insecta, Coleoptera): proposed conservation. Bull. zool. Nomencl., 39: 59-60.
- MROCZKOWSKI M., KOMOSIŃSKA H. 1982: Comments on the proposed suppression of Lecanium BURMEISTER, 1835 (Insecta, Homoptera, Coccoides). Bull. zool. Nomencl., 39: 158-160.
- BURAKOWSKI B., MROCZKOWSKI M., STEFAŃSKA J. 1983: Chrząszcze Coleoptera, Scarabaeoidea, Dascilloidea, Byrrhoidea i Parnoidea. Kat. Fauny Pol., Warszawa, XXIII, 9: 1-194.
- MROCZKOWSKI M. 1983a: Zabytkowy atlas owadów. „Kolekcjoner Polski” dodatek do „Kuriera Polskiego„ Warszawa, nr l (118), styczeń 1983: 10, l fot.
- MROCZKOWSKI M. 1983b: Warszawa - stolica bez narodowego centrum przyrodniczego. Przyroda Polska, 4: 12-13, 2 fot.
- MROCZKOWSKI M. 1984a: Byrrhus murinus FABRICIUS, 1794 (Coleoptera, Byrrhidae) proposed conservation by the suppression of Byrrhus undulatus and Byrrhus rubidus KUGELANN, 1792. Z.N. (S.) 2314. Bull. zool. Nomencl., 41: 114-115.
- MROCZKOWSKI M. I984b: Rhopalocerus W. REDTENBACHER, 1842 (Coleoptera, Colydidae): proposed conservation by the suppression of Spartycerus MOTSCHULSKY, 1837. Z.N. (S.) 2456. Bull. zool. Nomencl., 41: 116-118.
- BURAKOWSKI B., MROCZKOWSKI M., STEFAŃSKA J. 1985: Chrząszcze Coleoptera, Buprestoidea. Elateroidea i Cantharoidea, Kat. Fauny Pol., Warszawa, XXIII, 10: 1-401.
- MROCZKOWSKI M. 1985: Drasterius bimaculatus (ROSSI, 1790) (Insecta, Coleoptera, Elateridae): proposed conservation by the suppression of Elater bimaculatus FOURCROY, 1785. Z.N. (S.) 2345. Bull. zool. Nomencl., 42 [1986]: 391-392.
- BURAKOWSKI B., MROCZKOWSKI M., STEFAŃSKA J. 1986: Chrząszcze Coleoplera, Dermestoidea. Bostrichoidea, Cleroidea i Lymexyloidea. Kat. Fauny Pol., Warszawa, XXIII, 11: 1-243.
- BURAKOWSKI B., MROCZKOWSKI M., STEFAŃSKA J. 1986b: Chrząszcze Coleoplera, Cucujoidea, cz. 1. Kat. Fauny Pol., Warszawa, XXIII, 12: 1-266.
- BURAKOWSKI B., MROCZKOWSKI M., STEFAŃSKA J. 1986c: Chrząszcze Coleoptera, Cucujoidea, cz. 2. Kat. Fauny Pol., Warszawa, XXIII, 13: 1-278.
- MROCZKOWSKI M., RIEDEL A. 1986: Short report of progress in the mapping-programme in Poland. [W:] Proc. 8th Int. Malacol. Congr.: 323-324.
- MROCZKOWSKI M. 1986a: Tetropium KIRBY, 1837 (Insecta, Coleoptera, Cerambycidae): proposed conservation by the suppression of Isarthron DEJEAN, 1835. Z.N. (S.) 2534. Bull. zool. Nomencl., 43: 188-190.
- MROCZKOWSKI M. 1986b: Leptura marginata FABRICIUS, 1781 (Insecta, Coleoptera): proposed conservation by the suppression ot Leptura marginata O. F. MULLER in ALLIONI, 1766. Z.N. (S.) 2572. Bull. zool. Nomencl., 43: 372.
- BURAKOWSKI B., MROCZKOWSKI M., STEFAŃSKA J. 1987: Chrząszcze Coleoptera. Cucujoidea, cz. 3. Kat. Fauny Pol., Warszawa, XXIII, 14: 10-309.
- MROCZKOWSKI M. 1987: Phymatodes MULSANT, 1839 and Phymatodes PASCOE, 1867 (Insecta. Coleoptera). proposed conservation. Bull. zool. Nomencl., 44: 107-109.
- MROCZKOWSKI M., ŚLIPIŃSKI S. A. 1987: Euglenidae STEIN, 1878 (Protista, Flagellata) and Euglenidae SEIDLITZ, 1875 (Insecta, Coleoptera): proposals to remove the homonymy, with conservation of Aderidae WINKLER, 1927 (Insecta, Coleoptera). Bull. zool. Nomencl., 44: 230-232.
- MROCZKOWSKI M. 1988: Wspomnienie o Doktorze Zoltanie KASZABIE (1915-1986). Wiad. entomol., 8: 93-94, l fot.
- BURAKOWSKI B., MROCZKOWSKI M., STEFAŃSKA J. 1990a: Chrząszcze Coleoptera, Cerambycidae i Bruchidae. Kat. Fauny Pol., Warszawa, XXIII, 15: 1-312.
- BURAKOWSKI B., MROCZKOWSKI M., STEFAŃSKA J. 1990b: Chrząszcze Coleoptera, Chrysomelidae, cz 1. Kat. Fauny Pol., Warszawa, XXIII, 16: 1-279.
- BURAKOWSKI B., MROCZKOWSKI M., STEFAŃSKA J. 1991; Chrząszcze Coleoptera, Chrysomelidae, cz 2. Kat. Fauny Pul., Warszawa, XXIII, 17: 1-227.
- MROCZKOWSKI M., STEFAŃSKA J. 1991 [1992]: Coleoptera - Chrząszcze. [W:] RAZOWSKI J. (red.): Wykaz Zwierząt Polski, Tom III. Krakowskie Wydawnictwo Zoologiczne, Kraków: 7-197.
- BURAKOWSKI B., MROCZKOWSKI M., STEFAŃSKA J. 1992: Chrząszcze Coleoptera, Curculionoidea prócz Curculionidae. Kat. Fauny Pol., Warszawa, XXIII, 18: 1-324.
- BURAKOWSKI B., MROCZKOWSKI M., STEFAŃSKA J. 1993: Chrząszcze Coleoptera, Ryjkowce - Curculionidae, cz. 1. Kat. Fauny Pol., Warszawa, XXIII, 19: 1-324.
- BURAKOWSKI B., MROCZKOWSKI M., STEFAŃSKA J. 1995: Chrząszcze Coleoptera, Ryjkowce - Curculionidae, cz. 2. Kat. Fauny Pol., Warszawa, XXIII, 20: 1-310.
- MROCZKOWSKI M. 1995: Powojenne lata Państwowego Muzeum Zoologicznego (1945-1953). Nauka, 3: 189-191.
- MROCZKOWSKI M. 1995-1996: 60 haseł dotyczących Coleoptera. [W:] Nowa Encyklopedia Powszechna PWN. Państwowe Wydawnictwo Naukowe, Warszawa.
- BURAKOWSKI B., MROCZKOWSKI M., STEFAŃSKA J. 1997; Chrząszcze Coleoptera, Ryjkowce - Curculionidae, cz. 3. Kat. Fauny Pol., Warszawa, XXIII, 21: 1-307.
- MROCZKOWSKI M., ŚLIPIŃSKI S. A. 1998: Notes on the Marioutinae (Coleoptera: Dermestidae) with a review of the described species. Ann. zool., 47: 11-16.
- BURAKOWSKI B., MROCZKOWSKI M., STEFAŃSKA J. 2000: Chrząszcze Coleoptera, Uzupełnienia tomów 2-21. Kat. Fauny Pol., Warszawa, XXIII, 22: 1-252.
- MROCZKOWSKI M. 2000: Piękność w wannie. Notatki ent., Olsztyn, l (4); 105.
- MROCZKOWSKI M. 2002: New distributional data on Dermestidae (Coleoptera) from Iraq and Arabian Peninsula. Fragm. faun., 45: 27-30.
- MROCZKOWSKI M., KADEJ M. 2007: Chrząszcze – Coleoptera, Piśmiennictwo. Kat. Fauny Pol., Warszawa, XXIII, 23: 660 str.